# Jan Vilém ze Stubenbergu
Jan Vilém ze Stubenbergu (německy Johann Wilhelm von Stubenberg, 22. dubna 1619, Nové Město nad Metují - 15. března 1663, Vídeň) byl česko-rakouský šlechtic z rodu Stubenbergů. Proslavil se jako básník a překladatel v období baroka.

## Život
Jan Vilém se narodil jako syn Rudolfa ze Stubenbergu a jeho třetí manželky Justýny, rozené z Zelkingu. Rudolf se na počátku třicetileté války zapojil do stavovského povstání, dne 1. února 1620 však zahynul při výbuchu střelného prachu na jičínském zámku, ke němuž došlo ve sporu sester Elišky Kateřiny a Markéty Salomeny ze Smiřic o rodový majetek. Při výbuchu zahynulo celkem 41 osob, mezi nimi také Eliška Kateřina ze Smiřic i manžel Markéty Salomeny Jindřich Slavata z Chlumu. Zámek byl výbuchem silně poničen, skutečná příčina výbuchu nebyla zcela objasněna.
I po Rudolfově smrti byl jeho rodině zabaven v rámci pronásledování protestantů po bitvě na Bílé hoře. Jeho rodina tak musela opustit novoměstský zámek i panství Nové Město nad Metují a vyhledat pomoc u příbuzných v Rakousku.
Útočiště jim poskytl bratranec zesnulého Rudolfa Jiří ze Stubenbergu na svém zámku v Schallaburgu v Dolním Rakousku.
S jeho podporou navštěvoval Jan Vilém protestantskou školu, ale poté, co císařský mandát vykázal protestantskou šlechtu ze Štýrska, odešel Jiří ze Stubenbergu starší roku 1629 do exilu v Řezně, kde krátce po příjezdu zemřel. Justýna a Jan Vilém se z Dolních Rakous přestěhovali do saské Pirny, která se stala centrem českého exilu. Zde Justýna zemřela v roce 1632, kdy bylo Janu Vilémovi teprve 13 let. Poté žil u zdejšího učitele a pomocníka v české kolonii v Drážďanech.
V roce 1636 podnikl vzdělávací cestu do Francie, Itálie a Nizozemí. V roce 1638 nějaký čas pobýval u hraběte Antonína II. Oldenburského, který vlastnil vyhlášený hřebčín. Zde se prý probudilo nadšení Jana Viléma pro chov koní.
Na konci roku 1639 se vrátil do Drážďan a pokusil se získat dědictví po svém strýci Jiřím starším ze Stubenbergu. Při dědickém vypořádání v roce 1641 obdržel panství Schallaburg a Sichtenberg v Dolním Rakousku jako říšské léno.

## Manželství a rodina

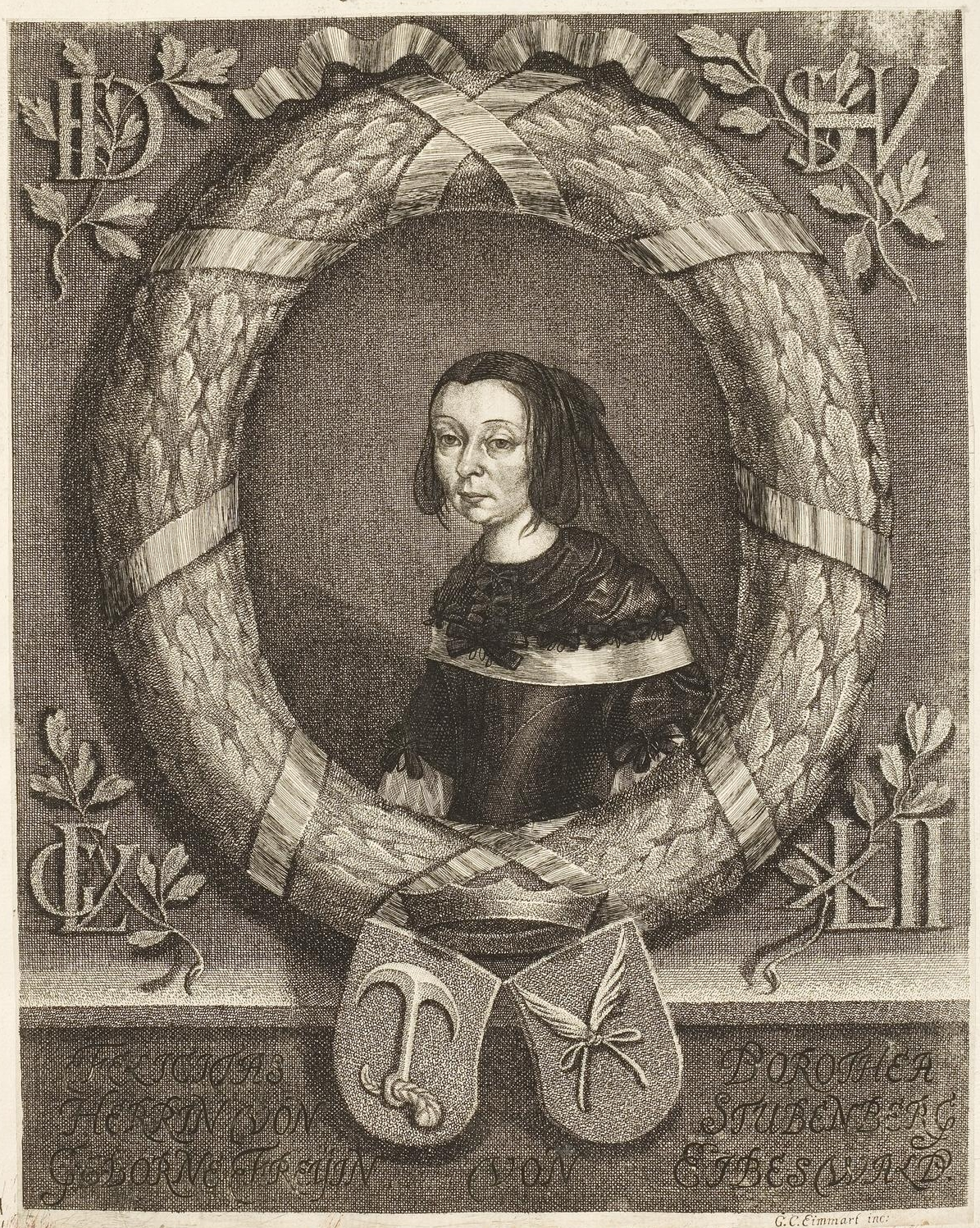
Janova manželka Felicitas Dorotea z Eibiswaldu

V roce 1642 se Jan Vilém v Schallaburgu oženil s Felicitas Doroteou z Eibiswaldu ze starého štýrského rodu. Také oni museli z náboženských důvodů opustit svou vlast a usadili se v Řezně, jako mnoho dalších rakouských náboženských uprchlíků.
Novomanželé se účastnili bohoslužeb v tehdy uherském Prešpurku, kde byli protestanti ještě tolerováni. Díky tomu se zde seznámil s množstvím rakouských exulantů a souvěrců, u kterých pravděpodobně také našli ubytování. 2. ledna 1643 se v Prešpurku narodil jejich jediný syn Rudolf Vilém.

## Literární činnost
Jan Vilém se v Schallaburgu věnoval literatuře, filozofii a umění a zabýval se především překlady současných francouzských a italských románů.
V roce 1651 byl na doporučení moravského šlechtice Jiřího Ehrenreicha II. z Roggendorfu přijat do Plodonosné společnosti. Seznámil se s významnými učenci a spisovateli a spřátelil se s norimberskými básníky Georgem Philippem Harsdörfferem a Sigmundem von Birken.
V roce 1652 podnikl cestu do Výmaru, aby se setkal s nově zvoleným předsedou Plodonosné společnosti, vévodou Vilémem IV. Sasko-Výmarským, a snad také hledat si nové bydliště poté, co se situace rakouských protestantů zhoršila.

## Poslední roky ve Vídni

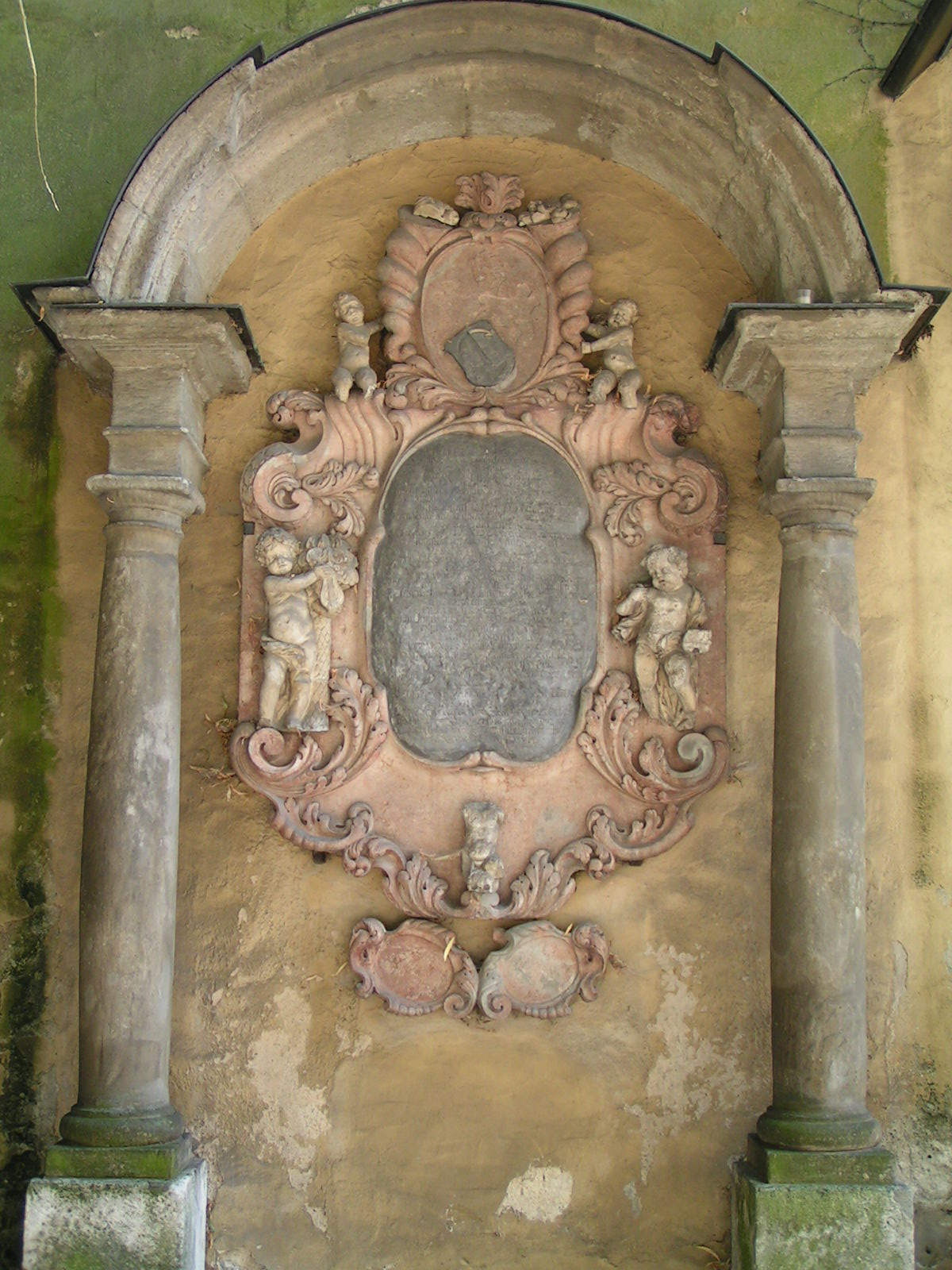
Stubenbergův epitaf v kostele Nejsvětější Trojice v Řezně

V roce 1659 se Stubenberg přestěhoval do Vídně, pravděpodobně s úmyslem usadit se v Uhrách. Ve Vídni byl v úzkém kontaktu s velkým okruhem přátel a povzbuzoval významné básníky jako Kateřinu Reginu z Greiffenbergu a Wolfa Helmhardta z Hohbergu a udržoval korespondenci s velkým slezským básníkem Andreasem Gryphiem.
Jan Vilém ze Stubenbergu ve Vídni zemřel 15. březen 1663. Příčina jeho smrti není známa. Jelikož ve Vídni nebyly povoleny protestantské pohřby, byl pochován na protestantském hřbitově v Kittsee v Burgenlandu. O několik let později byly jeho ostatky převezeny do Řezna, kam jeho vdova a syn Rudolf Vilém emigrovali.

## Spisy
- Norma seu regula armentorum equinorum rectè ac perfectè instituendorum, Wien 1662
- Zahlreiche Gedichte Stubenbergs finden sich in Werken anderer Autoren und Herausgeber